# Wilhelm Gallhof
Wilhelm Gallhof (* 24. Juli 1878 in Iserlohn; † 28. Mai 1918) war ein deutscher Maler und Bildhauer. Er gehörte zu Beginn des 20. Jahrhunderts zu den wichtigsten Malern von Frauenakten im impressionistischen und Jugendstil.

## Leben

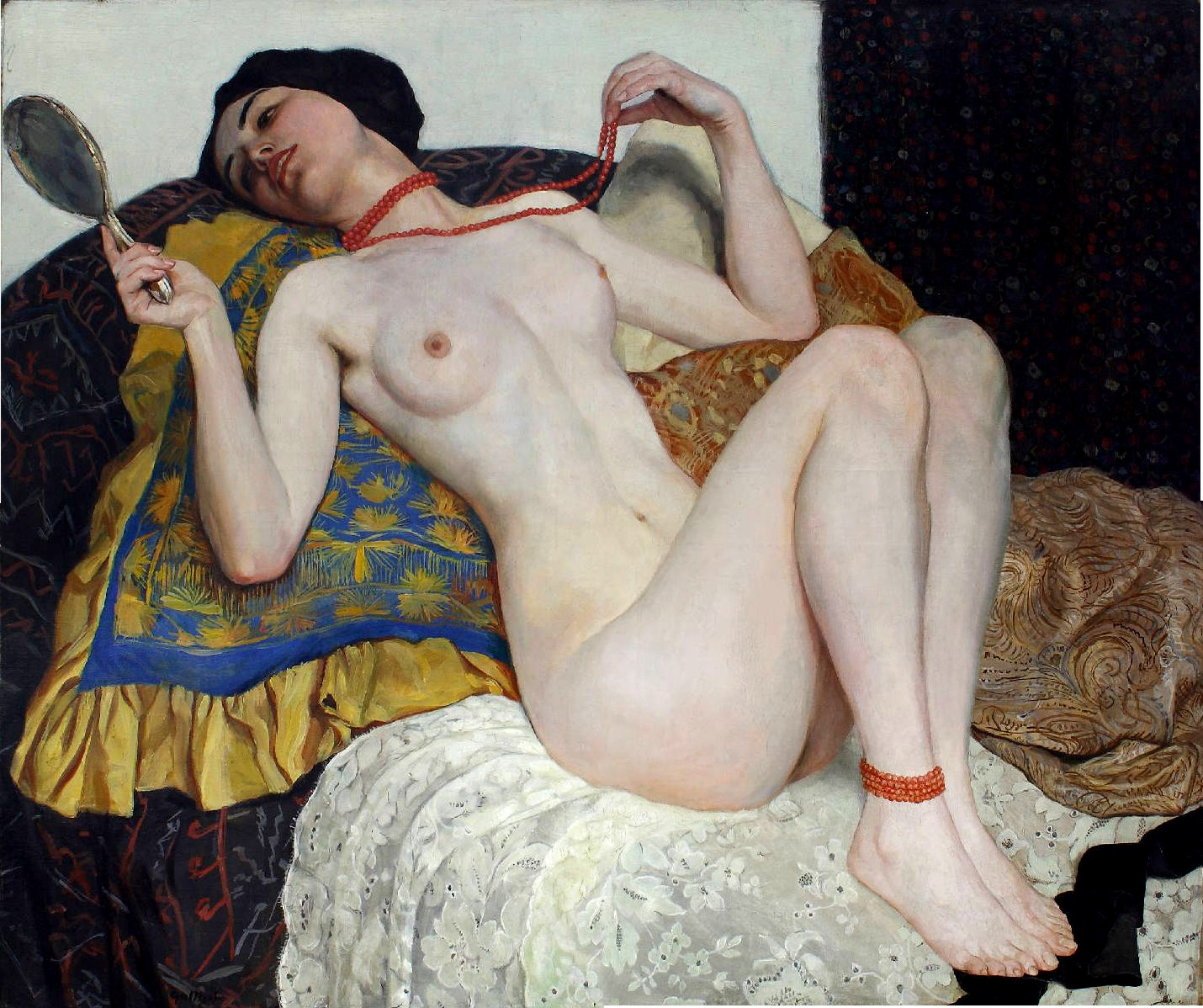
Wilhelm Gallhof: Die Korallenkette (1917)

Über Gallhof ist wenig Biografisches bekannt. Einigen Quellen zufolge studierte er Kunst bei dem Historienmaler Johann Caspar Herterich an der Akademie der Bildenden Künste München, danach an der Kunstgewerbeschule in Karlsruhe bei Ludwig Schmidt-Reutte und schließlich bei dem der Berliner Secession angehörenden Maler Lovis Corinth in Berlin. Er arbeitete unter anderem in Weimar und Paris. Wilhelm Gallhof hatte einen schnellen Malstil und war wegen seiner zahlreichen, damals als pornografisch geltenden erotischen Gemälde umstritten, aber in Kunstkreisen akzeptiert und hoch geschätzt. Seine Motive passten in den Zeitgeist des Aufbruchs vor dem Ersten Weltkrieg und nahmen das Lebensgefühl der Goldenen Zwanzigerjahre vorweg. Gallhof fiel als Soldat am Ende des Ersten Weltkriegs im Alter von etwa 40 Jahren.
Wilhelm Gallhof war Mitglied im Deutschen Künstlerbund.
Gallhofs berühmtestes und häufig zitiertes und kopiertes Werk ist Die Korallenkette. Der Akt zeigt eine vollständig entkleidete Frau auf einem Sessel, die in den Handspiegel blickt und Korallenketten am Hals und am Fußgelenk trägt. Das Gemälde erschien 1917 auf der Titelseite der Münchner Kunst- und Literaturzeitschrift Jugend.

## Gemälde von Wilhelm Gallhof (kleine Auswahl)

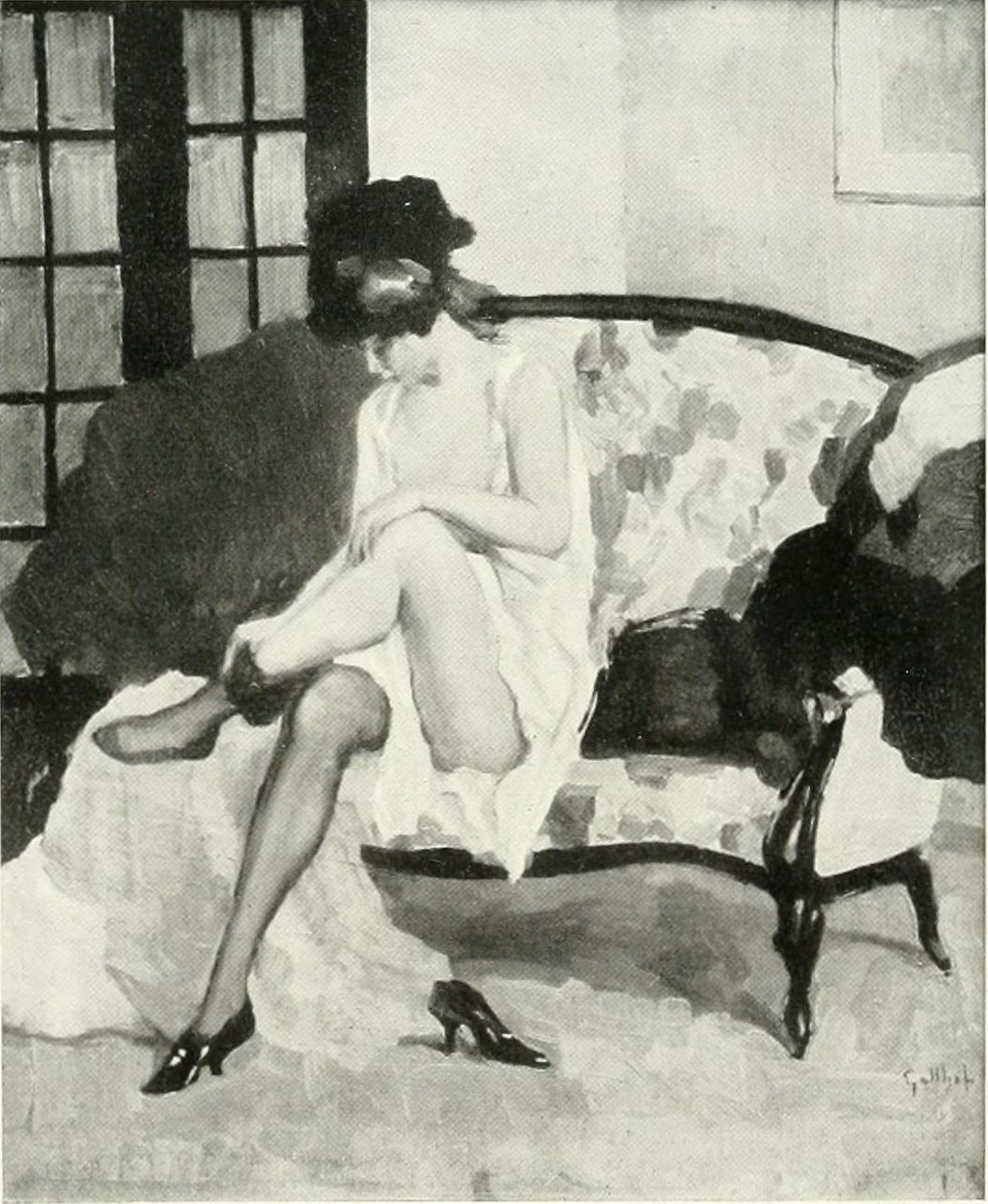
Halbakt, vor 1898
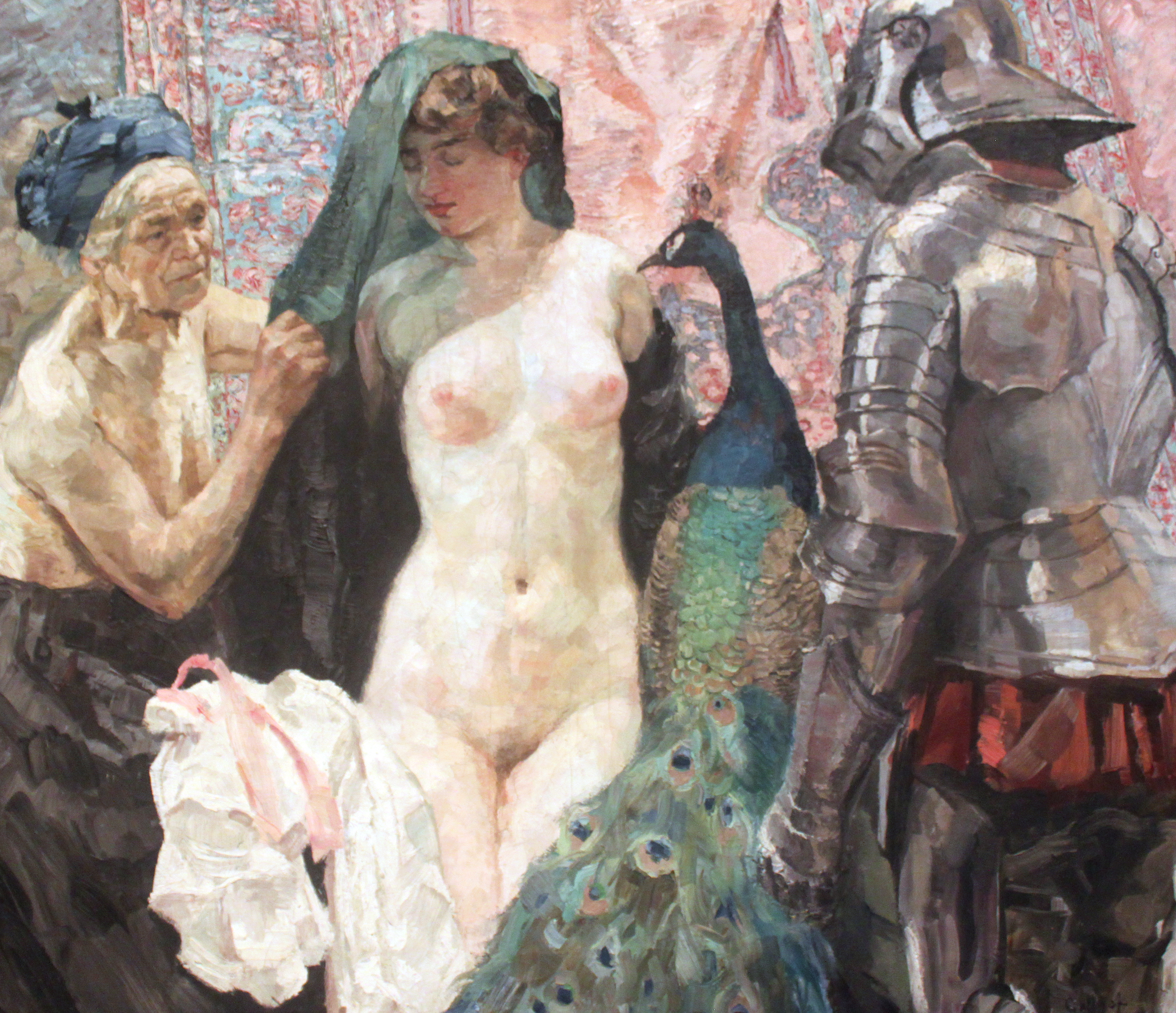
Die Versuchung des Ritters, 1910
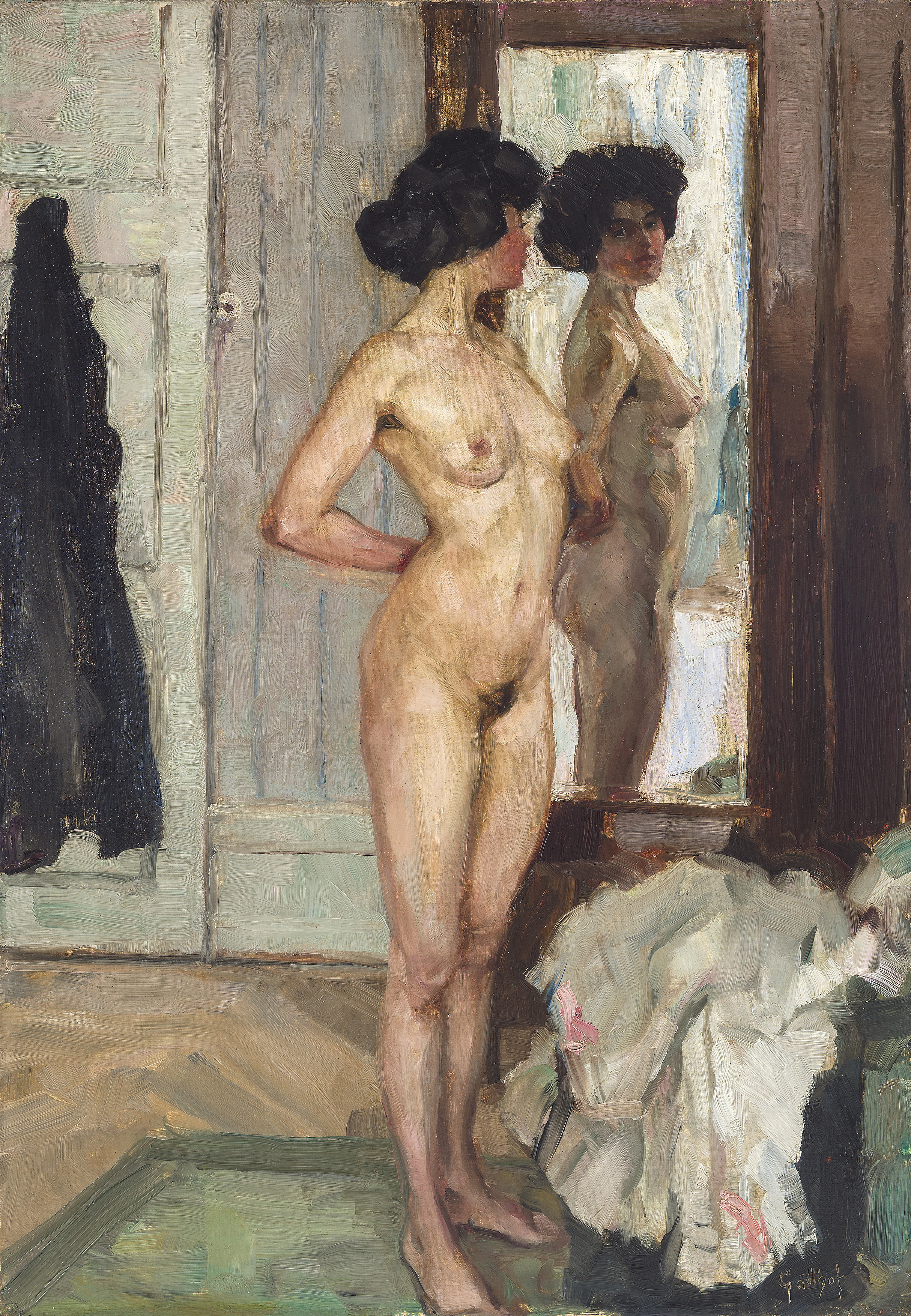
Vor dem Spiegel (um 1910)
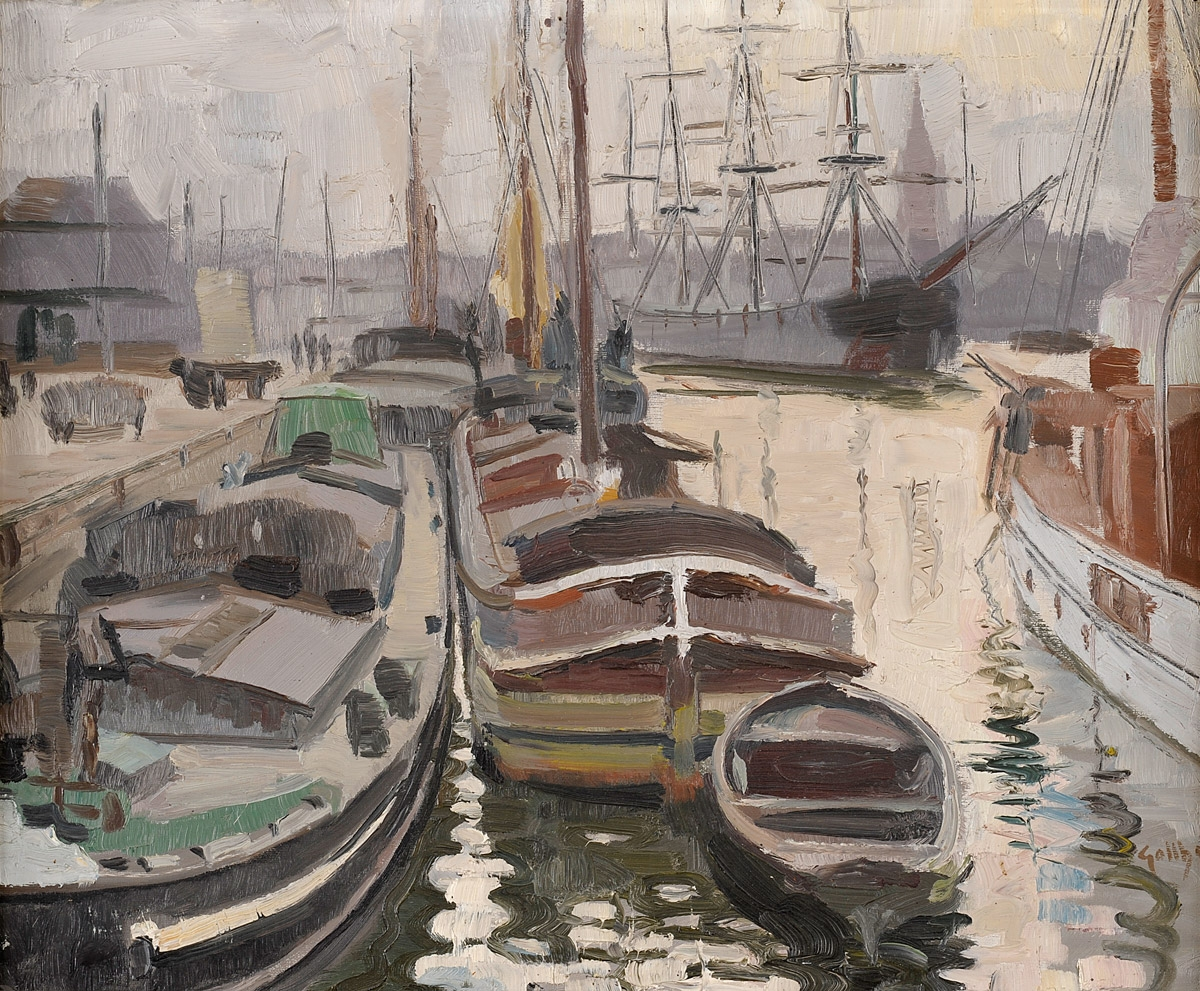
Kohlenschiff, 1918